# Mistrovství Evropy v boxu 1981
XXIV. mistrovství Evropy v boxu proběhlo v Tampere, Finsko ve dnech 2. až 10. května 1981. Organizátorem turnaje mistrovství Evropy byla European Amateur Boxing Association (EABA).

## Československá stopa
Příprava na mistrovství Evropy probíhala v Teplýšovicích na Benešovsku. Přípravu vedl Josef Malík se střediskovými trenéry Bohumilem Němečkem st. (RH) a Alexandrem Bögim (Dukla).
V předběžné nominaci chyběl v pérové váze do 57 kg olympionik Miroslav Šándor, který byl během přípravy knockoutován a kvůli pravidlu o ochraně zdraví se dostal do závodní karantény. Místo něho byl v nominaci navržen v pérové váze dubnický Tibor Šopor, ale nakonec komise dala možnost reprezentovat v supertěžké váze nad 91 kg ústeckému Arturu Laburdovi. Problémovou se stala také welterová váhá do 67 kg. Reprezentační jednička této váhy olomoucký Rostislav Osička byl v dubnu vyloučen z reprezentace za výtržnosti a na mistrovství Evropy měl jet jeho náhradník, ústecký Jaroslav Polák. Komise však nakonec nominovala olomouckého Alexandra Valka, pravděpodobně kvůli stejné střediskové příslušnosti s Osičkou.
Vedoucí výpravy: Václav Mudra, šéftrenér reprezentace: Josef Malík, lékař: Milan Černý, rozhodčí: František Salák
Na mistrovství Evropy startovalo za Československo 9 boxerů:
- −51 kg: Pavol Madura (* 1962) ze SVŠ MV ČSZTV Bratislava (TJ Spartak Dubnica nad Váhom)
- −54 kg: Miroslav Vrba (* 1955) ze SVS FMV (TJ Rudá hvězda Ústí nad Labem)
- −60 kg: Tibor Puha (* 1958) z ASVS Dukla Olomouc
- −63,5 kg: Bohumil Němeček ml. (* 1959) ze SVS FMV (TJ Rudá hvězda Ústí nad Labem)
- −67 kg: Alexander Valko (* 1960) z ASVS Dukla Olomouc
- −71 kg: Ján Franek (* 1960) ze SVŠ MV ČSZTV Bratislava (TJ ZŤS Martin)
- −75 kg: Ivan Gonda (* 1958) z ASVS Dukla Olomouc
- −81 kg: Ondrej Pustai (* 1954) ze SVS FMV (TJ Rudá hvězda Ústí nad Labem)
- +91 kg: Artur Laburda (* 1961) ze SVS FMV (TJ Rudá hvězda Ústí nad Labem)

## Výsledky
| Muži     | Zlato                     | Stříbro                    | Bronz                   | Bronz                   |
| -------- | ------------------------- | -------------------------- | ----------------------- | ----------------------- |
| –48 kg   | Ismail Mustafov (BUL)     | Dietmar Geilich (GDR)      | Gerard Hawkins (IRL)    | Šamil Sabirov (URS)     |
| –51 kg   | Petar Lesov (BUL)         | Constantin Titoiu (ROU)    | Jarmo Eskelinen (FIN)   | Bogdan Maczuga (POL)    |
| –54 kg   | Viktor Mirošnyčenko (URS) | Sami Buzoli (YUG)          | Dumitru Cipere (ROU)    | Stefan Gertel (FRG)     |
| –57 kg   | Richard Nowakowski (GDR)  | Krzysztof Kosedowski (POL) | Róbert Gönczi (HUN)     | Serik Nurkazov (URS)    |
| –60 kg   | Viktor Rybakov (URS)      | Carlo Russollilo (ITA)     | Frédéric Geoffroy (FRA) | Vesa Wiik (FIN)         |
| –63,5 kg | Vasilij Šišov (URS)       | Mirko Puzović (YUG)        | Nikolaj Ganev (BUL)     | Dietmar Schwarz (GDR)   |
| –67 kg   | Serik Konakbajev (URS)    | Karl-Heinz Krüger (GDR)    | Tibor Molnár (HUN)      | Vesa Koskela (SWE)      |
| –71 kg   | Alexandr Koškin (URS)     | Miodrag Perunović (YUG)    | Michail Takov (BUL)     | Imre Némedi (HUN)       |
| –75 kg   | Jurij Torbek (URS)        | Pedro van Raamsdonk (NED)  | Valentin Silaghi (ROU)  | Zygmunt Gosiewski (POL) |
| –81 kg   | Alexandr Krupin (URS)     | Georgică Donici (ROU)      | Kurt Seiler (FRG)       | Ondrej Pustai (TCH)     |
| –91 kg   | Oleksandr Jahubkin (URS)  | Jürgen Fanghänel (GDR)     | Ion Cernat (ROU)        | Vasil Bosakov (BUL)     |
| +91 kg   | Francesco Damiani (ITA)   | Vjačeslav Jakovlev (URS)   | Ulli Kaden (GDR)        | Aziz Salihu (YUG)       |

## Medailová bilance
V boxu se rozdělilo celkem 12 sad medailí.
| Pořadí | Stát                                   |       | Muži    | Muži  | Muži | Celkem |
| Pořadí | Stát                                   | Zlato | Stříbro | Bronz |      | Celkem |
| ------ | -------------------------------------- | ----- | ------- | ----- | ---- | ------ |
| 1.     | Sovětský svaz (URS)                    |       | 8       | 1     | 2    | 11     |
| 2.     | Bulharská lidová republika (BUL)       |       | 2       | 0     | 3    | 5      |
| 3.     | Východní Německo (GDR)                 |       | 1       | 3     | 2    | 6      |
| 4.     | Itálie (ITA)                           |       | 1       | 1     | 0    | 2      |
| 5.     | Jugoslávie (YUG)                       |       | 0       | 3     | 1    | 4      |
| 6.     | Rumunská socialistická republika (ROU) |       | 0       | 2     | 3    | 5      |
| 7.     | Polsko (POL)                           |       | 0       | 1     | 2    | 3      |
| 8.     | Nizozemsko (NED)                       |       | 0       | 1     | 0    | 1      |
| 9.     | Maďarská lidová republika (HUN)        |       | 0       | 0     | 3    | 3      |
| 10.    | Finsko (FIN)                           |       | 0       | 0     | 2    | 2      |
| 10.    | Západní Německo (FRG)                  |       | 0       | 0     | 2    | 2      |
| 12.    | Švédsko (SWE)                          |       | 0       | 0     | 1    | 1      |
| 12.    | Československo (TCH)                   |       | 0       | 0     | 1    | 1      |
| 12.    | Irsko (IRL)                            |       | 0       | 0     | 1    | 1      |
| 12.    | Francie (FRA)                          |       | 0       | 0     | 1    | 1      |
| Celkem | Celkem                                 |       | 12      | 12    | 24   | 48     |